# Karelska piroger

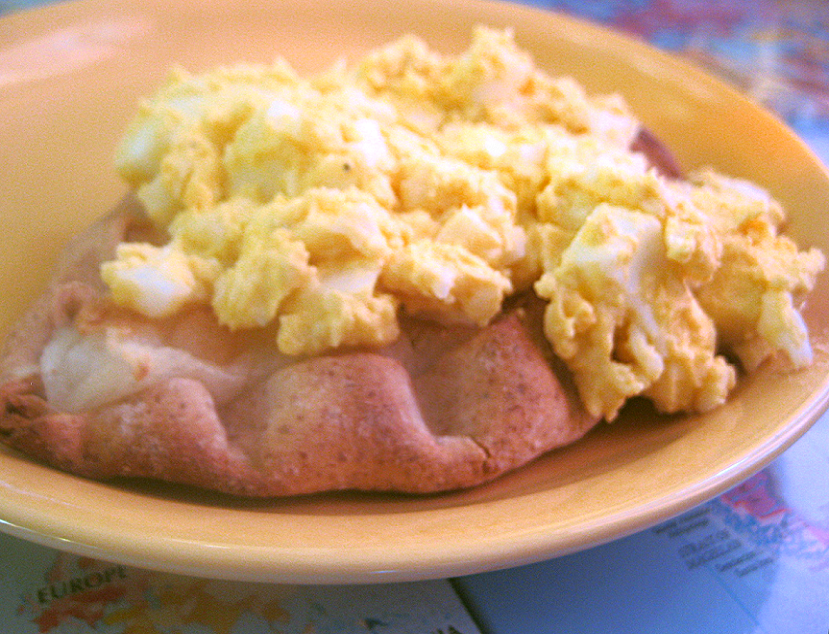
Karelsk pirog med äggsmör

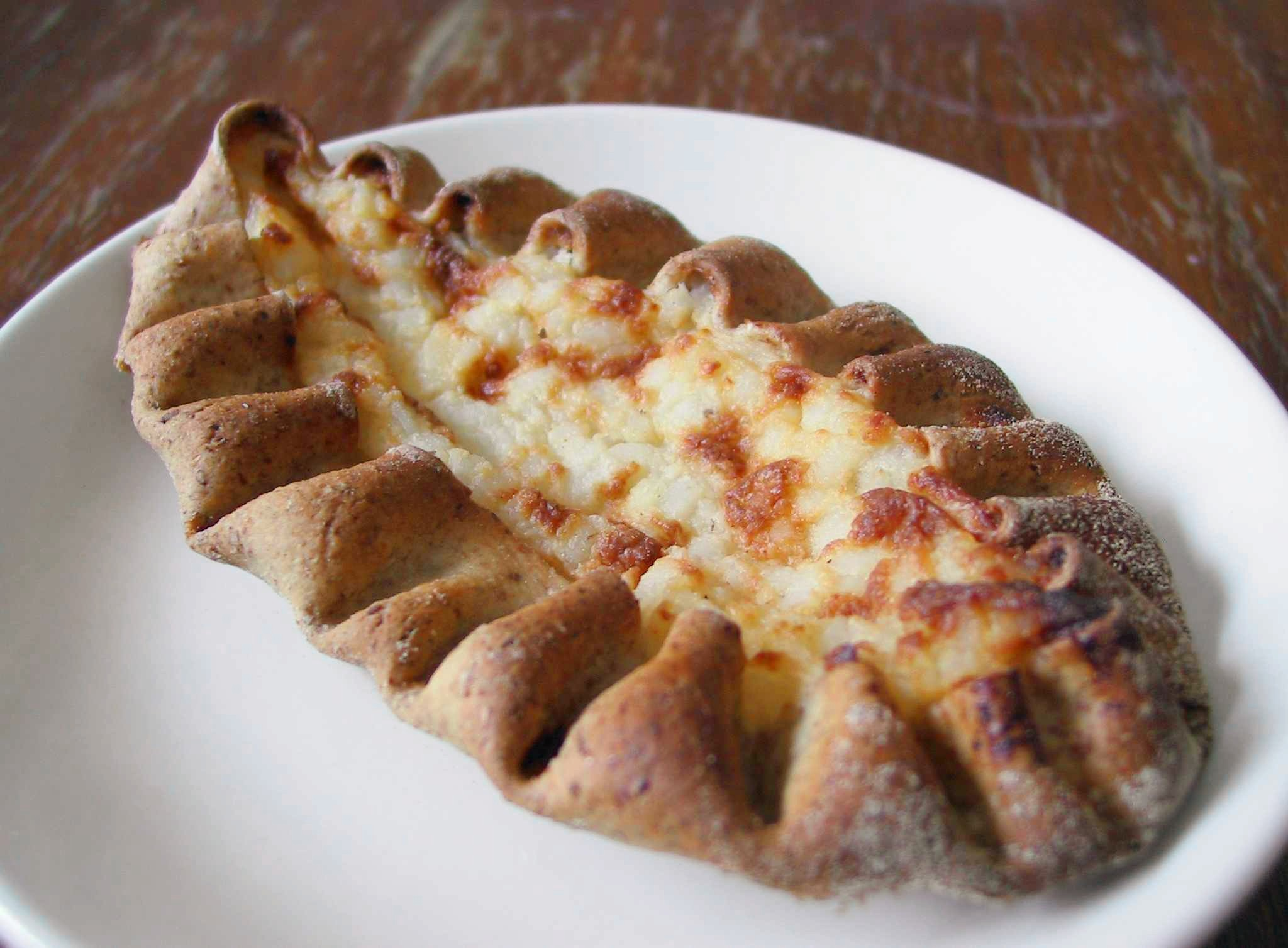
Karelsk pirog utan äggsmör

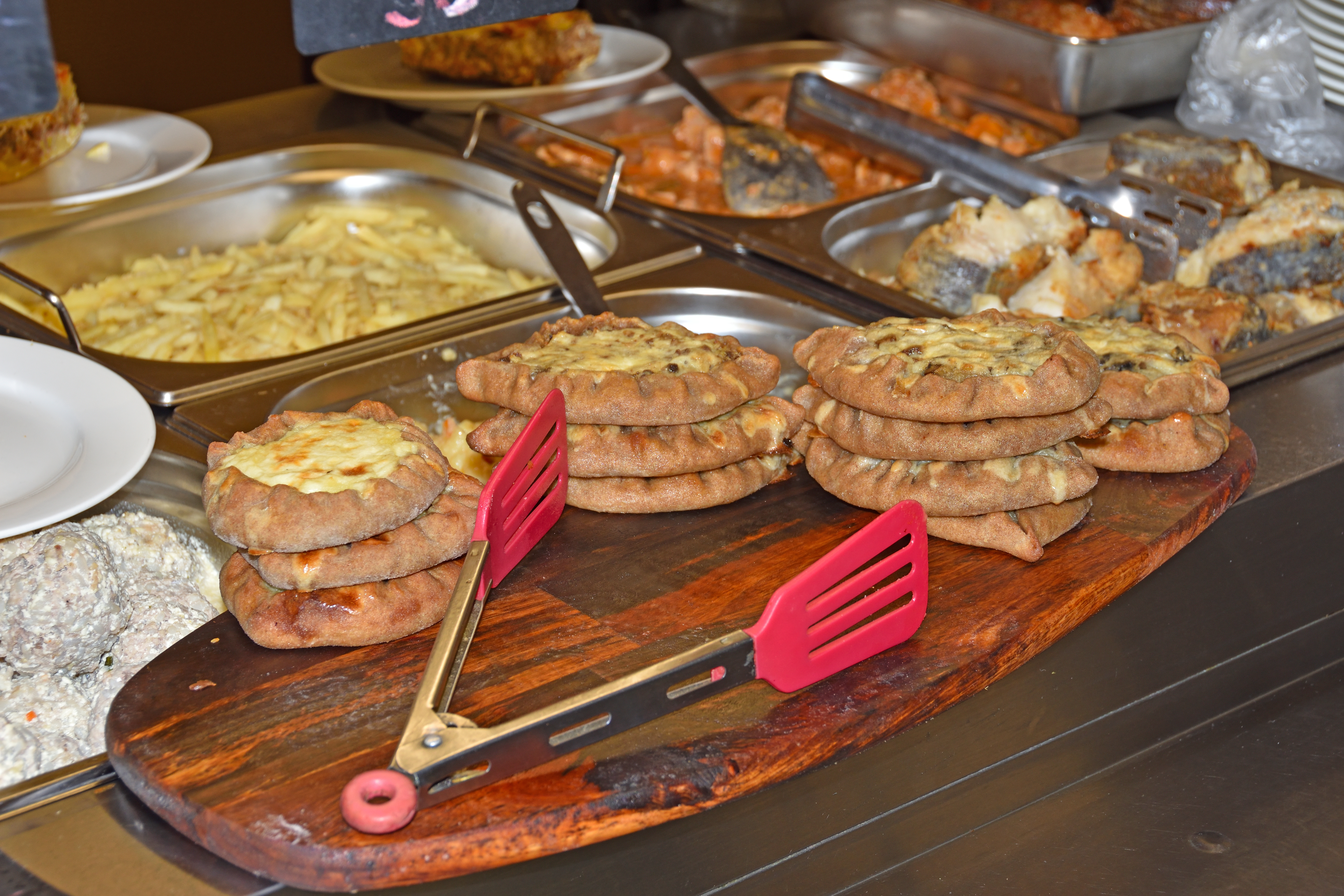
Karelska piroger (Sordavala, Karelska republiken, Ryssland)

Karelska piroger (fi: karjalanpiirakka, karelska: kalittoa, piiras eller šipainiekku) är en traditionellt östersjöfinsk (finsk/karelsk/vepsisk) pirog som består av ett tunt rågskal med en speciell sorts fyllning av risgrynsgröt eller potatismos.
Vepsiska kalitkor har rund form och fylls vanligtvis med potatismos, hirsgröt eller smetana med tolokno (produkt som liknar skrädmjöl).  
De karelska pirogerna var ursprungligen en nord- och gränskarelsk delikatess som spreds över resten av Finland i och med evakueringen av karelarna under andra världskriget. 
Man har sökt EU-skydd av produkten per definitionen att degen måste tillverkas av minst 50 % råg och fyllningen får enbart bestå av ris, korn eller potatis. (Det finns även morotsfyllda piroger, men dessa får inte kallas karelska piroger.) Detta innebär i praktiken inget problem eftersom de flesta pirogerna saluförs under namnen ris- eller potatispiroger.

## Pålägg
Det traditionella pålägget utgörs av äggsmör som man själv lagar. Det är en blandning av hackade och mosade hårdkokta ägg, smör och salt.
När man blandat allt, brer man försiktigt äggsmöret ovanpå den heta pirogen. Andra pålägg kan vara t.ex. skinka, gurka, ost, tomat eller endast smör.
På Nyslotts salutorg serverar man dem traditionellt med ett pålägg av små siklöjor.

## Källhänvisningar
1. ↑  "karelsk pirog". Uppslagsverket.fi. Läst 27 januari 2015.